# 鎌倉カーニバル
鎌倉カーニバル（かまくらカーニバル）は、神奈川県鎌倉市で1934年（昭和9年）から1962年（昭和37年）にかけて、毎年7月から8月上旬に行われていたイベント、祭り。

## 歴史
1934年、小説家であり鎌倉町会議員（当時）でもあった久米正雄は、フランスのニースで観た謝肉祭（カーニバル）に触発され、地元の鎌倉でもカーニバルを行うことを立案して第1回鎌倉カーニバルの実行委員長に就任し、大佛次郎など鎌倉文士村を形成していた作家仲間や地域住民とともにイベントを立ち上げた。若宮大路で行われたビックパレードには数十万人の観客が訪れ、たちまち鎌倉の夏の風物詩となった。
戦時中に8年間中断されたものの、終戦後の1947年（昭和22年）に復活し、漫画家の横山隆一らがカーニバルに参加したことで話題を集めた。庶民が娯楽に飢えていた時代でもあり、1948年（昭和23年）度の初日には20万人もの人出があった。1950年代には、映画各社が宣伝のための山車を出していた。
しかし、1960年代になるとスポンサー探しが難航し、マイカーブームにより市内の交通事情が悪化したことなどから、1962年を最後にカーニバルは中止された。
中止から54年後の2016年より、由比ヶ浜で開催されている鎌倉ビーチフェスタとの同時イベントにおいて、鎌倉市民カーニバルの名前で同様のカーニバルが復活している。

## ミスコン
1951年（昭和26年）時点のミス・コンテストは、水着審査を経る「ミス・カーニバル」と首から上を審査する「ミス・カマクラ」の二本立てであった。ミス・カーニバルの賞金は一等三万円、副賞はミシン、鏡台、時計、自転車など豪勢なものであった。荒川さつきは、鎌倉のミス・カーニバルをきっかけに1950年女優としてデビュー。

## 作品
- 久里洋二「鎌倉カーニバル」（1958年） - 二科展特選
- 横山隆一「鎌倉カーニバル」（1989年） - JR鎌倉駅東口-西口連絡通路壁画